# Nyalam
Nyalam  (en tibetano, གཉའ་ལམ་རྫོང; wylie, gnya' lam rdzong; literalmente, ‘cuello’; en chino, 聂拉木县; pinyin, Niè lāmù xiàn) es un condado bajo la administración directa de la Prefectura Shigatse en la Región autónoma del Tíbet, República Popular China. Su área es 7863 km² y su población total para 2010 fue más de 17 mil habitantes.

## Administración
El condado de Nyalam  se divide en 7 pueblos que se administran en 2 poblados y 5 villas.